# Омфалоцеле

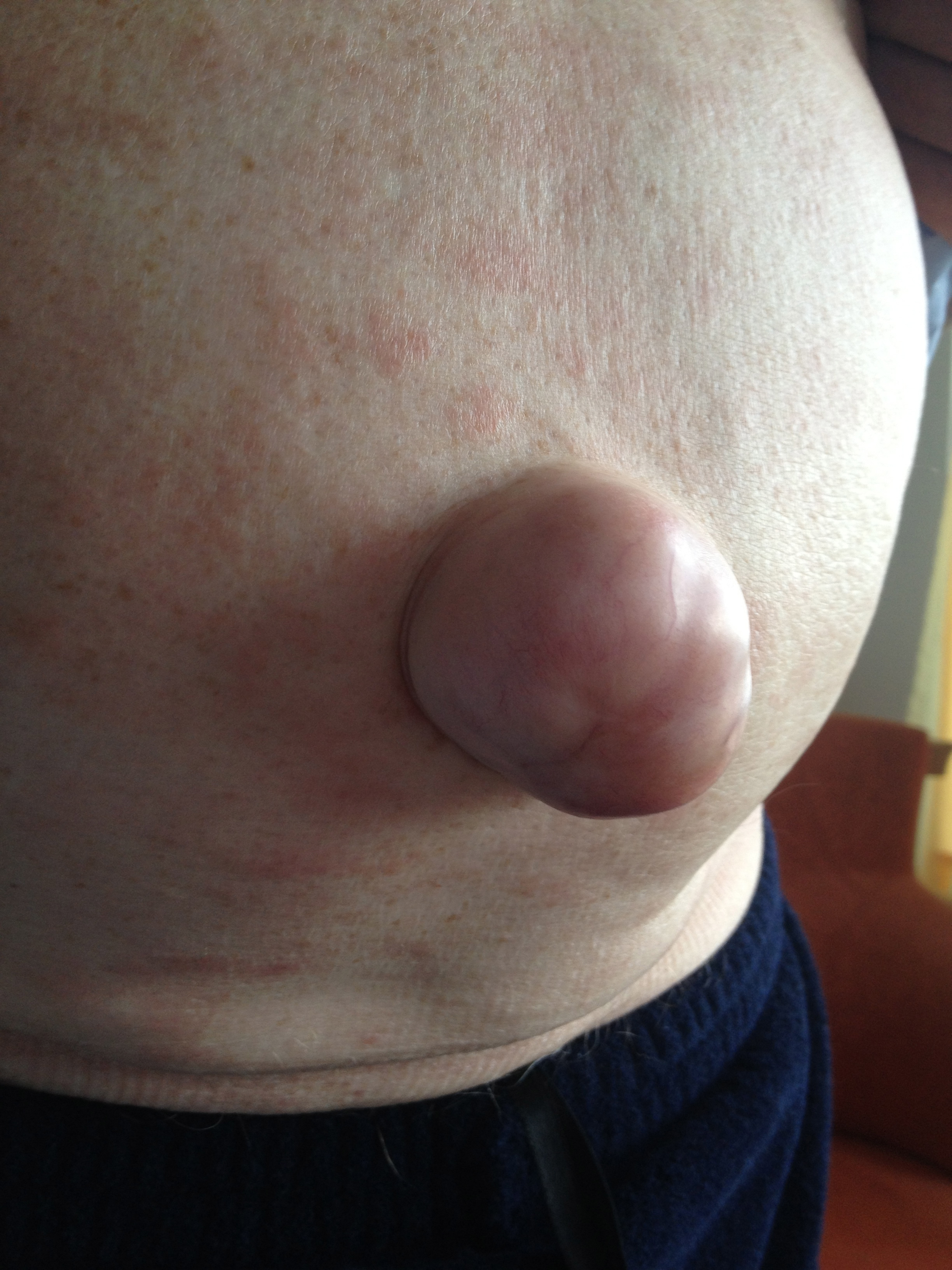
Пупочная грыжа у взрослого

Омфалоце́ле (пупови́нная гры́жа, гры́жа пупо́чного кана́тика, эмбриона́льная гры́жа, амниоти́ческая гры́жа, эмбриона́льная эвентра́ция) — киста пупка, вид врождённого дефекта передней брюшной стенки, при котором петли кишечника, печень и, иногда, другие органы выходят за пределы брюшной полости в грыжевом мешке. Омфалоцеле обусловлено дефектом развития мышц передней брюшной стенки.
Не следует путать пуповинную грыжу (hernia funiculi umbilicalis) с пупочной грыжей (hernia umbilicalis).

## Морфология

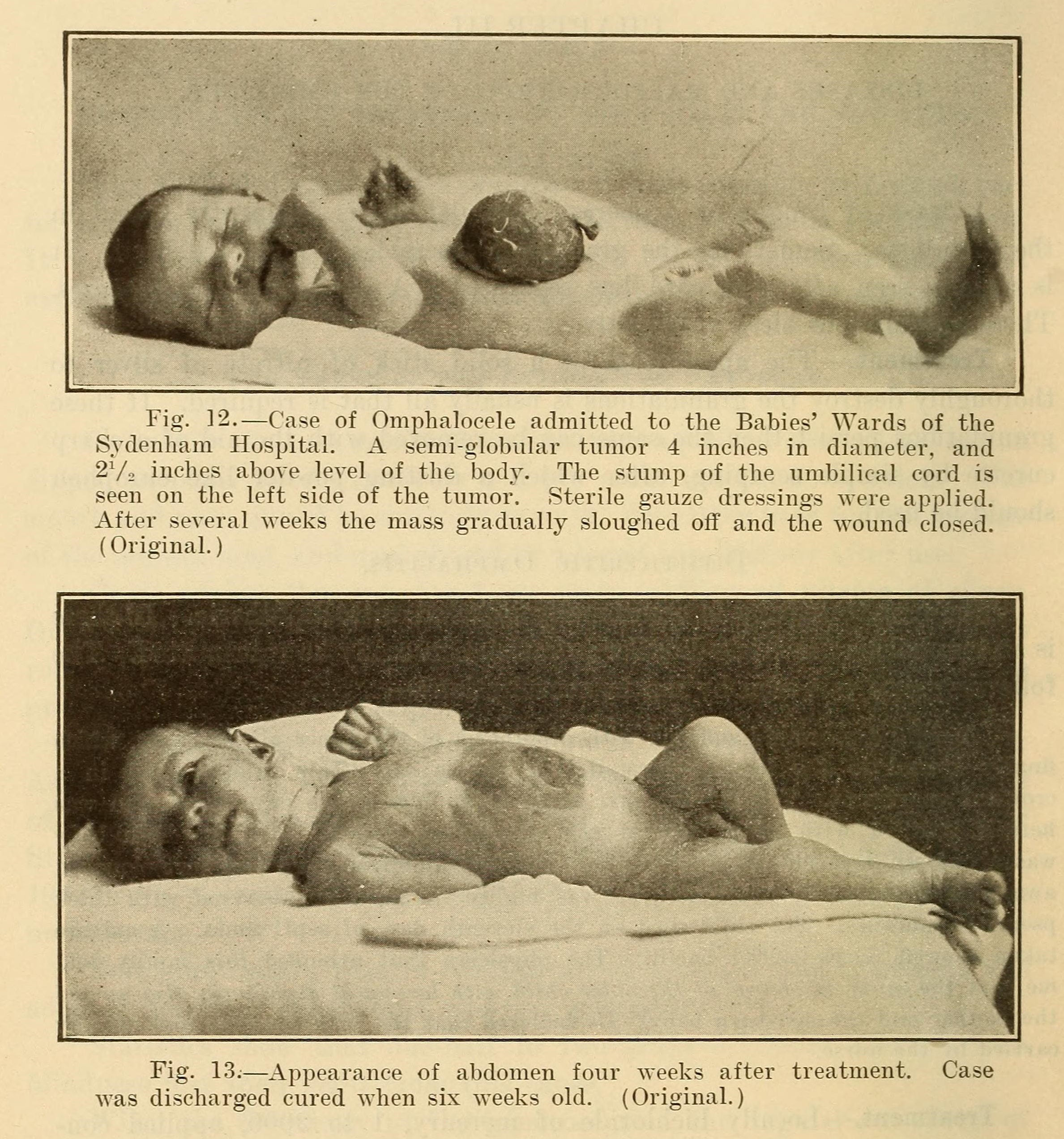
Ребёнок с пуповинной грыжей до и после оперативного лечения

Грыжевой мешок, сформированный оболочками пуповины, выходит из брюшной полости через пупочное отверстие (пупок). В норме в ходе эмбриогенеза петли кишечника выходят за пределы брюшной полости, выпячиваясь в пупочный канатик, однако на сроке десяти недель беременности возвращаются обратно; при омфалоцеле же органы остаются в пупочном канатике. Грыжевой мешок при омфалоцеле в лёгких случаях может содержать единичные петли кишечника, в тяжёлых — практически все органы живота. В тяжёлых случаях хирургическое лечение затруднено, так как живот ребёнка патологически мал, не увеличившись до нормальных размеров в процессе эмбриогенеза.

## Скрининг
Часто омфалоцеле выявляется при АФП-скрининге или ультразвуковом исследовании плода. В процессе беременности может быть предложено генетическое консультирование или генетическое тестирование (амниоцентез).

## Причины
В некоторых случаях, предположительно, омфалоцеле может являться следствием генетического расстройства (синдром Эдвардса, синдром Патау, OEIS КОМПЛЕКС).

## Схожая патология
Схожей аномалией развития является гастрошизис. В отличие от омфалоцеле, в формировании гастрошизиса не участвует пупочный канатик, локализация гастрошизиса не всегда срединная, части органов могут находиться в амниотической жидкости, не ограничиваясь брюшиной.
В числе других подобных синдромов — пентада Кантрелла, синдром Видемана — Беквита и др.